# Antoine Chalvet de Récy
Antoine Chalvet de Récy, né le 20 mars 1913 à Paris et décédé le 31 octobre 1999 à Galluis, est un homme politique français.

## Biographie
Issu d'une famille aisée, passé par le collège Stanislas, il entame une carrière militaire en passant par l'école d'officier de Saumur avant de participer aux combats de la deuxième guerre mondiale. Aspirant de réserve, il a 27 ans, après de nombreuses blessures pendant la campagne de France, en 1940, il est amputé d'un bras, ayant eu la main gauche emportée dans un combat. Il est fait chevalier de la Légion d'honneur.
Arrêté par l'occupant, il s'évade en 1942. Héros de la France libre, passé au Maroc, puis en Algérie, il est successivement aide de camp du général Giraud, du général Leclerc, puis d'André Diéthelm.
Pendant cette période, il est l'organisateur des commandos de France. Lui-même est parachuté en amont du débarquement dans le sud de la France et se couvre de gloire. À la libération, il est capitaine, chef de cabinet du ministre de la Guerre et officier de la Légion d'Honneur. Membre du conseil d'administration de l'Union des évadés de France depuis décembre 1943, il en devient le président en 1945 et le demeure jusqu'à son élection à la Chambre des députés.
Engagé en politique au sein de l'Union gaulliste, il est élu député du Pas-de-Calais en novembre 1946, seul député élu n'appartenant pas à la gauche dans une circonscription très ancrée dans cette orientation politique. En tant que député, il est élu juré à la Haute cour de justice le 27 décembre 1946, puis juge titulaire à cette même cour le mars 1947.
L'année suivante, il est élu au conseil municipal d'Arras, la ville de Guy Mollet, puis au conseil général du Pas-de-Calais en 1949.
Antoine Chalvet de Récy a épousé Marie Théobaldine de Mirabaud-Thorens, appartenant à une grande famille de la banque, en a eu six enfants et est châtelain d'Anzin-Saint-Aubin. Homme racé, à l'élégance marquée, le futur député se débat dans plusieurs difficultés financières liées à des affaires plus ou moins douteuses depuis 1945.

### Affaire des bons d'Arras
L'affaire éclate le 27 juillet 1949 avec l'arrestation du caissier principal de la Trésorerie générale d'Arras, accusé d'avoir dérobé des bons du Trésor en deux fois pour un montant de cent millions de francs. Cet ancien résistant, très bien noté, déclare avoir agi sur la demande du député de Récy et d'un commerçant arrageois qui était par ailleurs son créancier. Selon le caissier, il ne s'agissait que d'un emprunt momentané pour faire face à des difficultés financières passagères des deux personnages.
Le 3 novembre 1949, l'Assemblée nationale vote, à la quasi-unanimité, la levée de l'immunité parlementaire d'Antoine de Récy, bien que celui-ci ait farouchement nié avoir une quelconque participation dans cette affaire. Il est arrêté sur le champ et incarcéré à Arras, puis hospitalisé en raison de son état de santé. Il tentera de se suicider puis sera atteint de tuberculose.
Le 12 mai 1952, le procès, déporté devant la cour d'assises de Versailles, s'ouvre après de nombreuses péripéties (le caissier se suicidera, tandis que le juge d'instruction, ayant reçu des menaces de mort, sera dessaisi du dossier). Les chefs d'accusation visant les cinq accusés sont : vol, recel, faux, usage de faux et complicité. Antoine de Récy persiste à nier sa culpabilité jusqu'à la séance du 24 mai où il avoue. Le verdict est prononcé le 30 mai 1952 : le député est condamné à dix ans de travaux forcés, dix ans d'interdiction de séjour et à une amende de 50 000 francs. Eu égard à son glorieux passé de résistant, il est dispensé de la peine d'emprisonnement,.
À la suite de cette affaire sa carrière politique s'arrête net.

## Distinctions

### Décorations
- Officier de la Légion d'Honneur mais radié après sa condamnation par la cour d'assises de Versailles.
- Médaille de la Résistance.
- Plusieurs distinctions étrangères[4].